# 西坪镇 (甘谷县)
西坪镇，是中华人民共和国甘肃省天水市甘谷县下辖的一个乡镇级行政单位。
2016年，甘肃省民政厅批复同意撤销西坪乡，设立西坪镇。

## 行政区划
西坪镇下辖以下地区：
石坪村、董堡村、上硬王村、湾儿河村、石沟村、柴家湾村、马家湾村、冯寨村、燕珍村、颉刘家村、莲花台村、海子湾村、四方咀村、陈家湾村、郭家湾村、马家河村、朱阳山村、马家山村、红凡沟村、姚家山村和鸡毛峡村。